# Leiophron dicyphovora
Leiophron dicyphovora är en stekelart som först beskrevs av Loan 1974.  Leiophron dicyphovora ingår i släktet Leiophron och familjen bracksteklar. Inga underarter finns listade i Catalogue of Life.